# トレッツォ・スッラッダ
トレッツォ・スッラッダ（伊: Trezzo sull'Adda）は、イタリア共和国ロンバルディア州ミラノ県にある、人口約12,000人の基礎自治体（コムーネ）。

## 地理

### 地勢・地形
- 河川：アッダ川

### 位置・広がり

#### 隣接コムーネ
隣接するコムーネは以下の通り。括弧内のMBはモンツァ・エ・ブリアンツァ県、BGはベルガモ県所属を示す。
- ボッタヌーコ (BG)
- ブズナーゴ (MB)
- コルナーテ・ダッダ (MB)
- カプリアーテ・サン・ジェルヴァージオ (BG)
- グレッツァーゴ
- ヴァプリオ・ダッダ

### 地震分類
イタリアの地震リスク階級 (it) では、3 に分類される
。

## 姉妹都市
- チェーヴォ、イタリア